# بحيرة الشويجة
بحيرة الشويجة هي بحيرة عراقية تقع على هور الشويجة في محافظة واسط تقع شرق مدينة الكوت، بين قضاء علي الغربي والكوت جنوب العراق، تمتلك البحيرة مقومات سياحية واقتصادية مهمه.